# Silabário vai

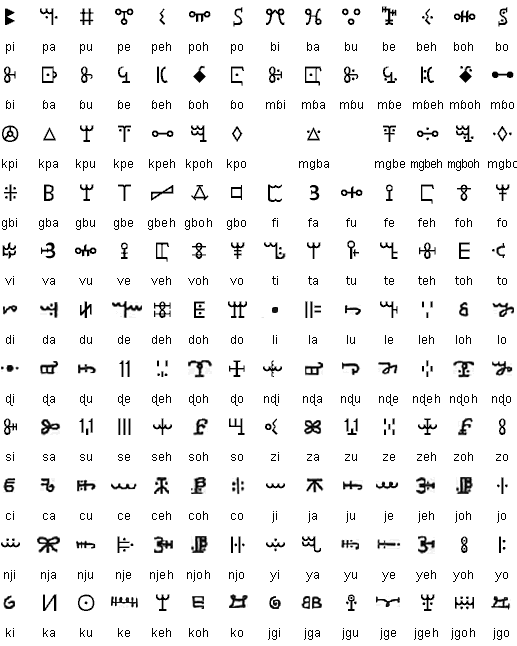
Grande parte do moderno silabário Vai. Eh e oh são as vogais abertas /[ɛ, ɔ]/. O jg na parte inferior é /[ŋɡ]/. Não mostradas sílabas iniciando com g, h, w, m, n, ny, ng /[ŋ]/, nem vogais.

O silabário Vai é uma das poucas escritas silábicas do mundo, a qual foi desenvolvida para a língua vai por Momolu Duwalu Bukele de Jondu, que hoje é o condado de Grand Cape Mount, Libéria. Bukele é considerado dentre o povo Vai e também por muitos especialistas como o criador e principal promotor da escrita por tê-la documentado nos anos 1830. É um dos mais bem-sucedidos sistemas de escrita nativos da África Ocidental em termos da quantidade de usuários e de literatura disponível, o outro sendo o N’ko.

## Estrutura
Vai é uma escrita silábica que se desenvolve da esquerda para a direita representando sílabas CV; a vogal final nasal é representada como o mesmo glifo da sílaba nasal. Originalmente havia símbolos, glifos separados para sílabas de final nasal como don, com uma vogal longa como soo, como um ditongo como  bai, ou como bili e sɛli. Na escrita mais atual esses glifos foram eliminados.
O silabário não distinguia todas possíveis sílabas da língua Vai até os anos 1960, quando a Universidade da Libéria adicionou distinções modifcando alguns glifos com pontos ou traço adicionais para cobrir toas sílabas CV em uso. Há relativamente poucos glifos para vogais nasais pois ocorrem apenas em poucas consoantes.